# إيهاب حسن
إيهاب حبيب حسن (17 أكتوبر 1925 - 10 سبتمبر 2015)، واضع نظريات أدبية وكاتب أمريكي ولد في مصر. ولد في القاهرة بمصر، وهاجر إلى الولايات المتحدة عام 1946. عمل كأستاذ متفرغ بقسم بحوث فيلاس في جامعة ويسكونسن ميلووكي.

## بداياته
تخصص في الدراسات الإليكترونية والتكنولوجيا من أوائل المنظرين لاتجاه ما بعد الحداثة، في الأدب وغيره، ويهتم إيهاب حسن دائما برصد اللحظات الحضارية المتحولة والحاسمة في كتاباته فقد كتب منذ عامي 2006 و2012 عدة مقالات وكتب في فن الإدارة وطرق الإدارة الحديثة وكتب أيضا عدة مقالات في تعلم فن القيادة.

## ترجمات عربية لأعماله
اهتم عدد من الكتاب والمبدعين العرب بترجمة إيهاب حسن فترجم له محمد عيد إبراهيم أجزاء من كتاب أدب الصمت عن صمويل بيكيت، ونورمان ميللر، ثم صبحي حديدي عن ما بعد الحداثة، ثم محمد سمير عبد السلام تجاوز ما بعد الحداثية.

## وصلات خارجية
- الموقع الرسمي